# كلمة شقيقة
كلمة شقيقة أو مشترك لفظي أو نسيب أو قَريب الكلمة (بالاتينية cognātus «من أصل واحد») هو من الكلمات ما كان يجمعه وإياها أصل مشترك. مثلا، الأرامية שלמא شلَمَأ العبرية שָׁלוֹם شَلُوم والأمهرية ሰሳም سِلَم، كلها قريبة للعربية سلام؛ إلا أن بعض الكلمات تتطور في المعنى فتباين قرائبها، فتحصل صداقة كاذبة. مثلا، كلمة — azar — معناها بالبرتغالية «حظ سيئ» أما بالإسبانية فمعناها «خبط عشواء». وأصل الكلمة يأتي من العربية «الزهر» وله معنيان، المعنى الأول يستعمل لوصف الزهور ويكتب — azahar — وهنا تعتبر قرابة كاذبة. أما المعنى الثاني فهو يستعمل لوصف «زهر النرد» ويكتب — azar— وهنا تعتبر صادقة لأن زهر النرد يتعلق بالحظ وبنتائج «خبط عشواء».
تكون قرابة كاذبة إذا اشتركت كلمتان في الخط والمعنى لكن مع اختلاف الجذر، مثالان على ذلك: العربية شريف مع الإنكليزية Sheriff، وكذلك الفارسية شِش مع العبرية שֵׁשׁ شِش.

## وصلات خارجية
- السياق الثقافي وضرورة مراعاته في ترجمة النصوص الإسلامية